# إيجو (فرنسا)
إيجو (بالفرنسية: Eyjeaux)‏ هي بلدية في مقاطعة فيين العليا في منطقة أقطانية الجديدة غرب فرنسا.